# Мерл зелений
Мерл зелений (Lamprotornis chalybaeus) — вид горобцеподібних птахів родини шпакових (Sturnidae). Мешкає в Африці на південь від Сахари.

## Опис

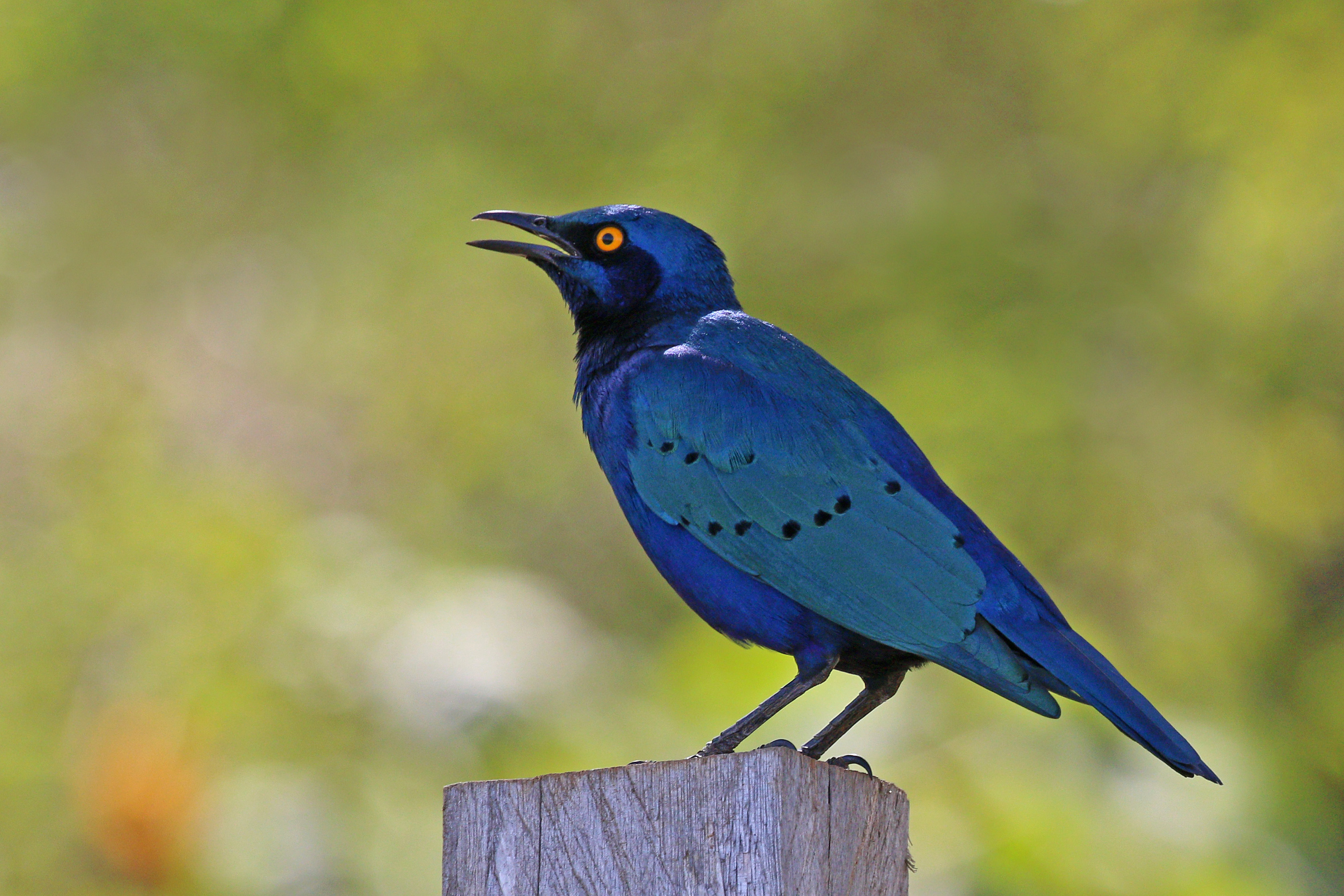
Зелений мерл (Кенія)

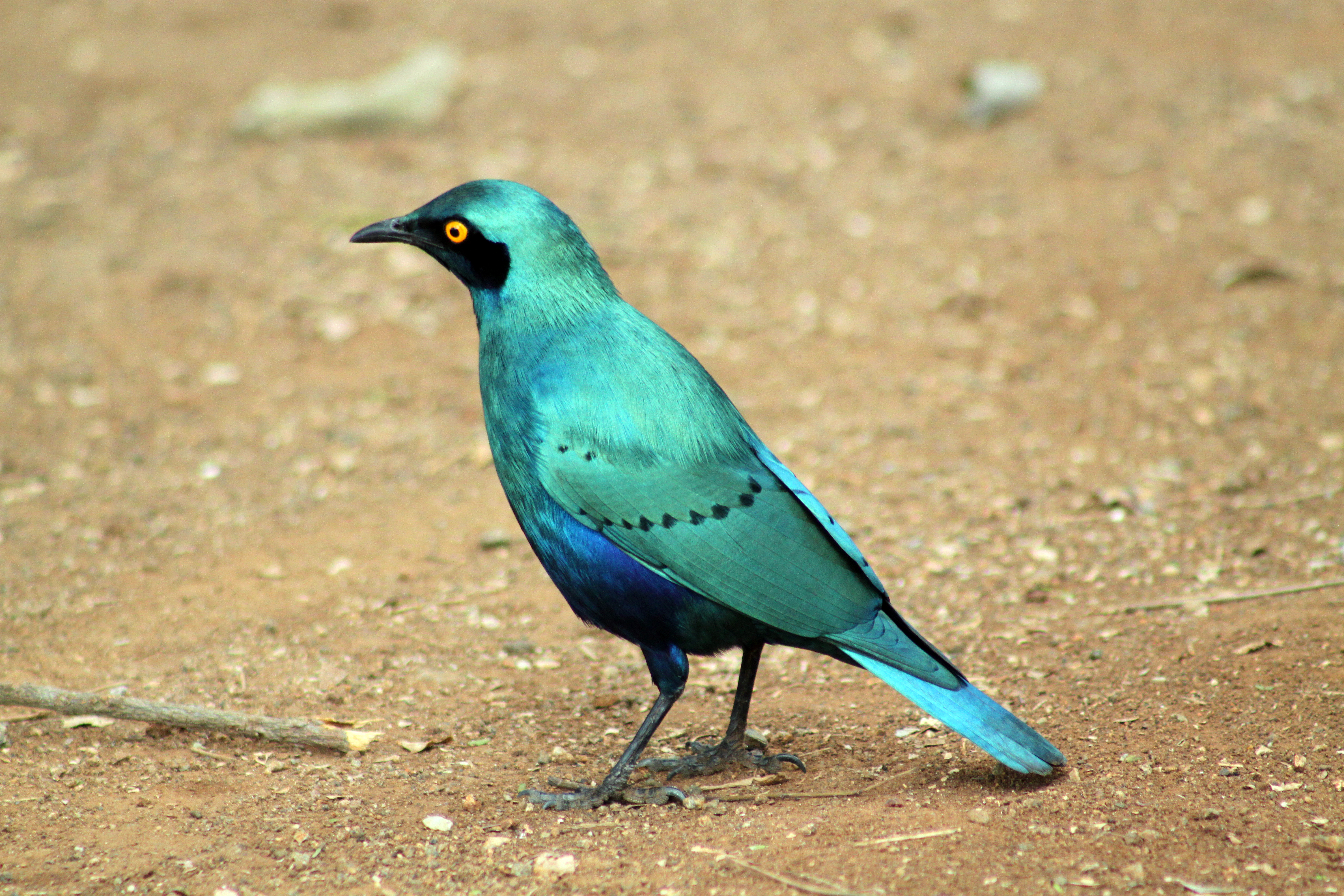
Зелений мерл (Національний парк Крюгер, ПАР)

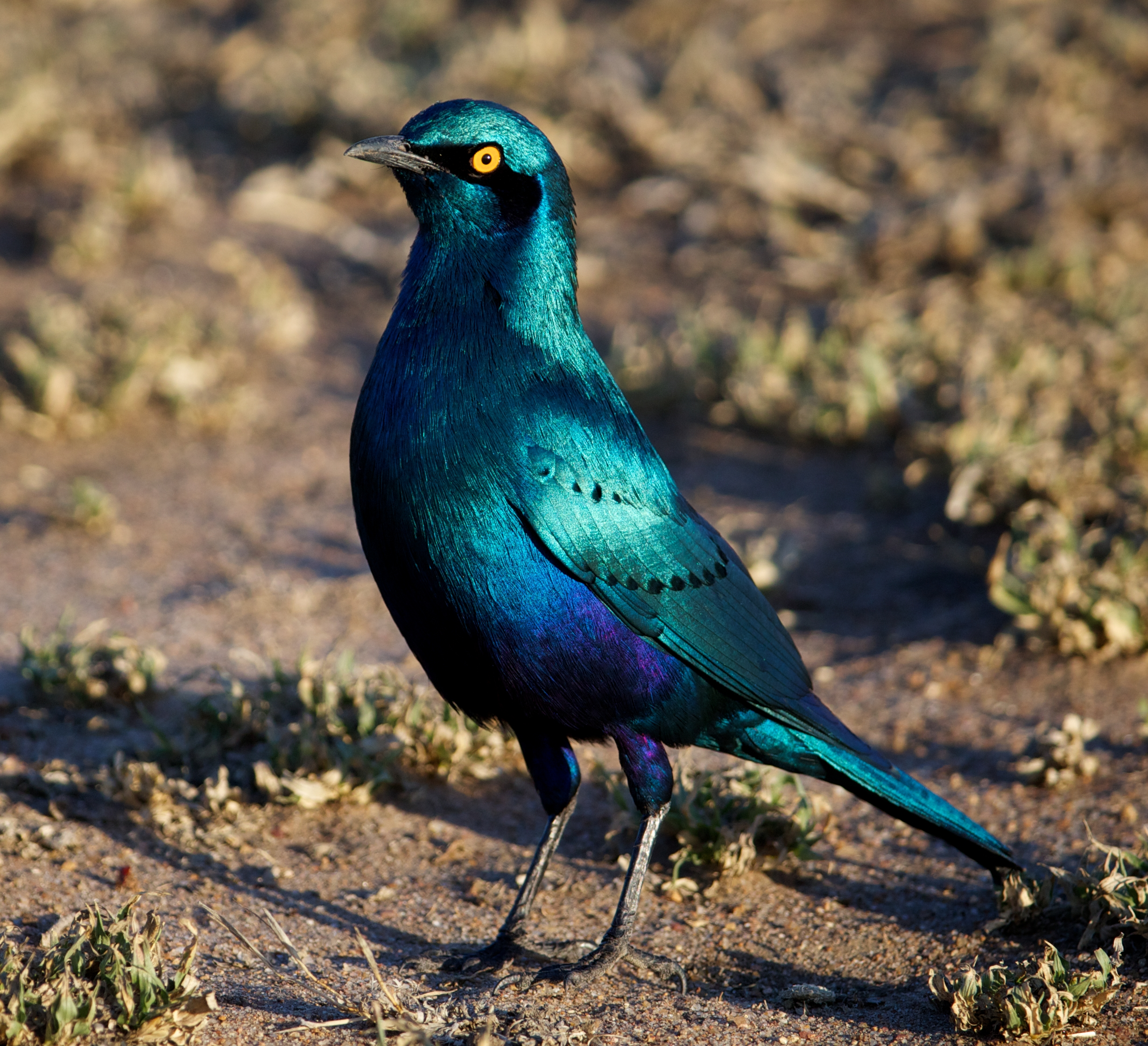
Зелений мерл (Мпумаланга, ПАР)

Довжина птаха становить 21,5-24 см, вага 66-106 г. Виду не притаманний статевий димрфізм. Представники номінативного підвиду мають переважно синьо-зелене забарвлення, живіт у них фіолетово-синій, на скронях сині плями, покривні пера крил мають чорні кінчики. Хвіст відносно короткий, однак довший, ніж у синьощокого мерла. Загалом оперення має характерний райдужний металевий відблиск. Райдужки жовті або оранжеві, іноді червоні. Дзьоб і лапи чорні.
Молоді птахи мають більш коричневе забарвлення, особливо на скронях, надхвісті і боках, металевий відблиск в їх оперенні менш виражений. Очі у них карі, вони очинають змінювати колір на золотисто-жовтий на 4-5 тижні життя, а остаточно стають жовтими лише у віці 2 років. В цей же час птахи набувають дорослого забарвлення і блиску.
Представники підвиду L. c. chalybaeus мають більш синє забарвлення, ніж представники номінативного підвиду, надхвістя у них має синьо-фіолетовий відтінок. У представників підвиду L. c. sycobius голова, шия і плечі більш зелені, решта тіла більш синя. Представники підвиду L. c. nordmanni схожі на представників підвиду L. c. sycobius, однак синьо-фіолетові частини оперення у них мають мідний відблиск.

## Підвиди
Виділяють чотири підвиди:
- L. c. chalybaeus Hemprich & Ehrenberg, 1828 — регіон африканського Сахелю (від Сенегалу і Гамбії на схід до Судана);
- L. c. cyaniventris Blyth, 1855 — від Еритреї до північного заходу Сомалі, півночі Кенії і сходу ДР Конго;
- L. c. sycobius (Hartlaub, 1859) — від південного заходу Уганди і півдня Кенії до західного Мозамбіка;
- L. c. nordmanni (Hartert, EJO & Neumann, 1914) — від південної Анголи і північної Намібії до південного Мозамбіка і півночі ПАР.

## Поширення і екологія
Зелені мерли мають найбільш широкий ареал серед усіх представників свого роду: вони поширені від Сенегалу на схід до Судана і Сомалі і на південь до ПАР. Вони ведуть частково кочовий спосіб життя, а деякі західноафриканські популяції взимку, під час сезону посухи, мігрують на південь, досянаючи півночі Кот-д'Івуару і Гани. Зелені мерли живуть в рідколіссях, акацієвих саванах і мопане, в густих заростях на берегах великих річок, на болотах, поблизу людських поселень. Під час сезону розмноження ці моногамні птахи зустрічаються парами, а під час негніздового періоду формують невеликі сімейні зграйки або збираються у великі зграї, які можуть нараховувати до 300 і більше птахів. Вони часто приєднуються до змішаних зграй птахів разом із багатобарвними мерлами, жовтоголовими шпаками та іншими птахами.
Зелені мерли живляться різноманітними плодами, зокрема плодами фікусів, Boscia senegalensis, Azadirachta indica, Salvadora persica, Carissa spinarum, Euclea divinorum, Olea europaea, Aptodytes dimidiata, Guibourtia coleosperma, Syzygium тощо, а також насінням різноманітних рослин і нектаром Agave sisalana. Також вони живляться комахами, зокрема мурахами, термітами, жуками і кониками. Іноді птахи лолдять дрібних амфібій і ящірок. Зелені мерли часто супроводжують стада африканських буйволів, блакитних гну, саванових зебр та інших великих тварин, шукаючи паразитів на їх тілі, а поблизу людських поселень вони шукають відходи на звалищах. Загалом ці птахи шукаюьб їжу переважно на землі, однак деякі плоди зривають прямо з дерев.
Початок сезону розмноження у зелених мерлів різниться в залежності від регіону. На північному заході ареалу гніздування у них вдбувається з червня по жовтень, на північному сході з березня по липень, а на сході і півдні з серпня по січень. Зелені мерли гніздяться в дуплах дерев, на висоті 2-3 м над землею, іноді використовують покинуті дупла дятлів і лібій або штучні гніздівлі. Дупла встелюються сухою травою, пір'ям та іншим матеріалом. іноді птахи гніздяться в колючих чагарникових заростях або використовують покинуті гнізда священних ібісів, африканських лелек або білодзьобих алекто. В кладці від 2 до 5 синіх або синьо-зелених яйця, іноді поцяткованих червонувато-коричневими або сірими плямками. Інкубаційний період триває 14 днів, насиджують лише самиці. За пташенятами доглядають і самиці, і самці, вони годують їх комахами, пізніше починають також годуватися ягодами. Пташенята покидають гніздо через 23 дні після вилуплення. Зелені мерли іноді стають жертвами гніздового паразитизму чубатих зозуль і великих воскоїдів.